# Det norske Theater
Det norske Theater (« le Théâtre norvégien ») est un théâtre fondé à Bergen en 1850 et démoli en 1863, après avoir fait faillite,. Ole Bull et ses collaborateurs Frits Jensen et Magdalene Thoresen mettent en route le théâtre. La relève est ensuite assurée par Henrik Ibsen et Bjørnstjerne Bjørnson.

## Histoire

### La Maison de la comédie (1800-1830)
Construite en 1800 par Det Dramatiske Selskab, société dramaturgique fondée le 25 février 1794, la Maison de  la comédie (Komediehuset) à Engen. Au cours des deux dernières décennies avant qu'Ole Bull ne fonde son théâtre, la compagnie théâtrale n'a plus aucune activité. Par conséquent, Komediehuset était principalement utilisée par des troupes de théâtre danoises itinérantes, qui louent ses locaux pour quelques semaines pendant la saison estivale.

### Préparation deDet norske Theater(1849)

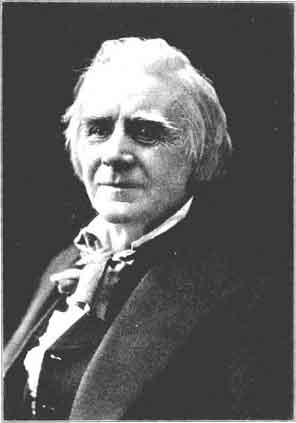
Ole Bull

Afin de lancer son théâtre, le violoniste et compositeur Ole Bull fait annoncer un appel à candidatures dans les journaux de Bergen le 25 juillet 1849 :

« Théâtre norvégien de Bergen. Bergen, le 23 juillet 1849.
À l'attention de Mesdames et Messieurs qui souhaiteraient s'investir dans le chant, la musique instrumentale, le théâtre ou la danse traditionnelle, possibilité contractuelles. Les œuvres dramatiques et musicales originelles sont acceptées et seraient, sous conditions, rémunérées. Merci de contacter Det norske Theater i Bergen par écrit dès que possible via notre office des courriers. »

— Ole Bull

### Inauguration (1950)

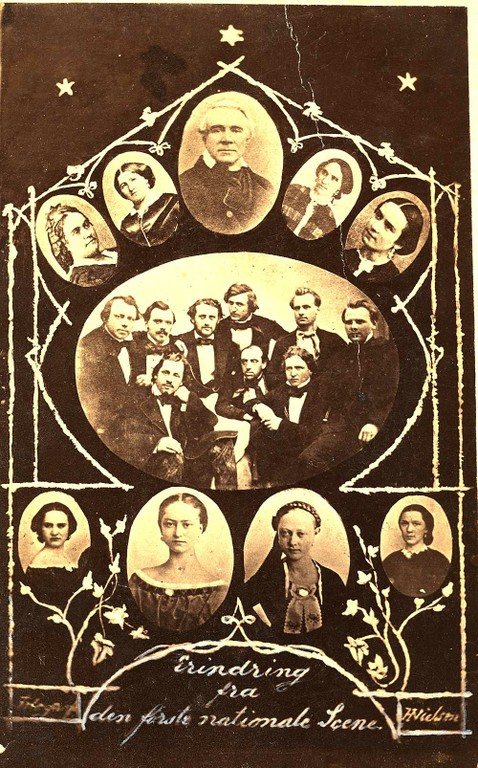
La première compagnie Det norske Theater avec notamment Johannes Brun, Louise Brun, Andreas Isachsen, Fredrikke Nielsen, Lucie Wolf et Jacob Prom.

Le théâtre est inauguré le 2 janvier 1850 avec, en première, une représentation de Den Vægelsindede de Ludvig Holberg.
À Frits Jensen incombe la responsabilité de dispenser des cours de théâtre aux jeunes acteurs inexpérimentés. Chaque mercredi et dimanche des saisons printemps/automne, Det norske Theater donne représentations. Les pièces ont lieu sur l'emplacement de l'ancienne Maison de la comédie (Komediehuset) à Engen,

### Faillite, destruction (1863) et postérité avecDen Nationale Scene(1876)
Après treize années d'activité, le théâtre doit fermer ses portes pour liquidation judicaire. Le 17 mai 1863, le théâtre tient sa dernière représentation. Au cours de ces années, Det norske Theater a mis en scène 1 639 représentations réparties sur 340 pièces différentes. La faillite prononcée, Det norske Theater voit sa destruction en 1863. La scène théâtrale berguénoise reste morne jusqu'en 1876, année où Den Nationale Scene s'installe dans les mêmes emplacement avec pour directeur artistique Nils Wichstrøm.

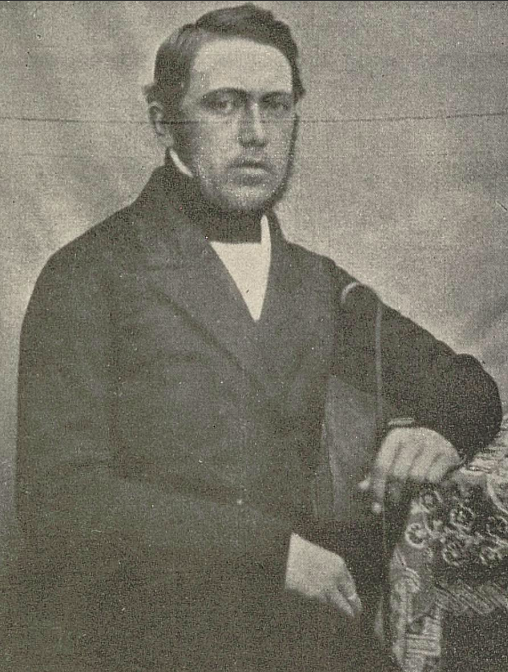
Peder Blytt, directeur (1854-1857)